# Smirnoff
Smirnoff ([smʲɪrˈnof]) es un tipo de vodka de origen ruso fundada en 1864. Actualmente es propiedad de la compañía británica Diageo.

## Historia
Elaborado por la destilería homónima, fundada por Piotr Arsenieyevich Smirnov en 1864. Cuando Piotr falleció, en 1910, recogió el legado su tercer hijo Vladimir Smirnov, que llevó a la empresa a lo más alto.
Actualmente es el vodka más vendido en todo el mundo, con mercado en más de 130 países, y pertenece a la multinacional Diageo.
En 2003 obtuvo la medalla de oro en la competencia mundial de bebidas espirituosas celebrada en San Francisco.
Se distribuye en botellas de 750 cc y 1000 cc con una graduación de alcohol del 37.5%.

## Smirnoff ICE
Existe una variante muy comercializada llamada Smirnoff ICE, consiste en una bebida alcohólica mixta de vodka con sabor a limón, de menor graduación (5%), para ser tomado sin mezcla.

## Smirnoff Twist
Se trata de una variante con sabor, cuya pureza y neutralidad pretenden resaltar el sabor de la fruta, y que es comercializado como ideal para preparar exóticas mezclas.
Se comercializan como: Green Apple Twist (manzana verde) y Orange Twist (naranja), aunque en otros países ya existen más sabores como: Grape (uva), Cranberry (arándano), Raspberry (frambuesa), Citrus (cítrico), Vanilla (vainilla), Strawberry (fresa), Peach (melocotón), Black Cherry (cereza), Lulo (lulo), Watermelon (sandía), Lima y Tamarindo.

## Smirnoff Caipiroska
Recientemente la firma Smirnoff ha lanzado al mercado una variante de vodka que contiene las proporciones exactas de Vodka Smirnoff, limón y azúcar que dan como resultado la mezcla conocida mundialmente como Caipiroska.